# Pegu
Pegu (AFI: [peˈɡu]), in italiano Pegù, conosciuta anche col nome Bago, è una delle maggiori città della Birmania, con 255 905 abitanti secondo il censimento del 2014.
È situata nella Regione di Bago e si trova a 80 chilometri a nord-est di Yangon. Nel 1364 divenne la capitale del più importante dei regni del popolo mon, che si liberò dell'influenza dei Mongoli nel sud dell'odierna Birmania. La città fu importante anche durante il periodo coloniale britannico.

## Storia

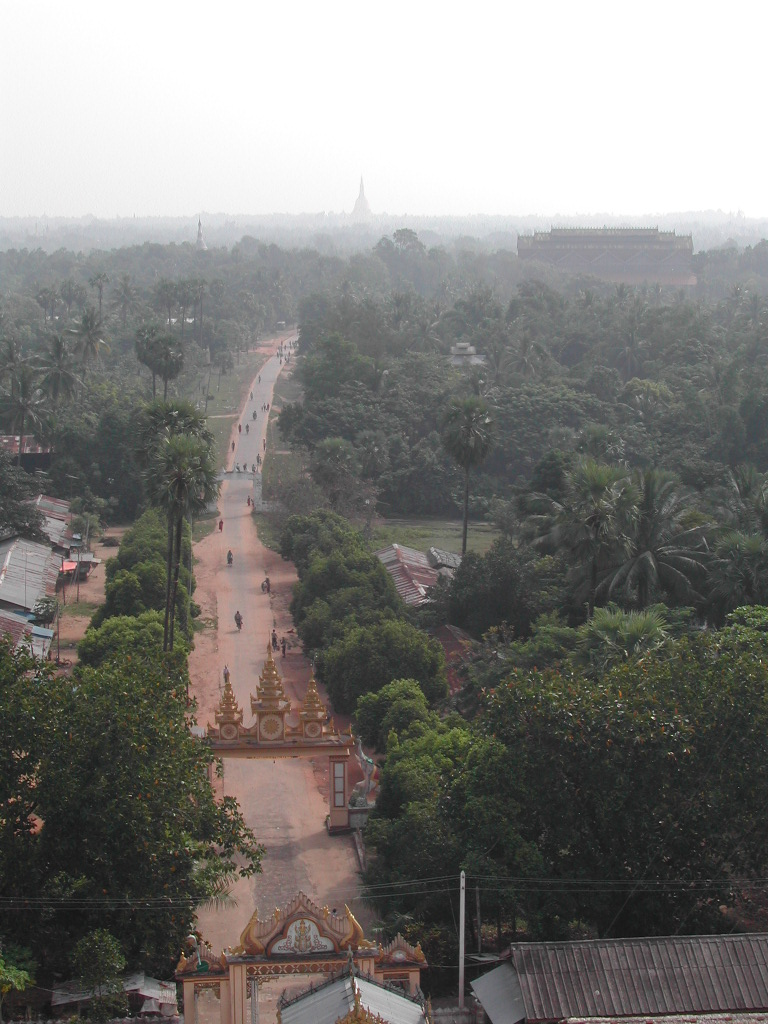
Il viale che conduce alla pagoda Mahazedi, eretta per volere di re Bayinnaung nel 1560

### Capitale del Regno mon di Hanthawaddy
Secondo fonti scarsamente attendibili, la città fu fondata dai mon di Thaton nel 573 d.C. I mon ne mantennero il controllo per lungo tempo e nel 1287 fondarono il Regno Ramanya con capitale a Martaban. Nel 1363 prese il nome Regno di Hanthawaddy, l'antico nome di Pegu, che ne divenne la capitale. A nord si era intanto stabilita una dinastia dei bamar ad Ava, contro la quale Pegu fu coinvolta in una continua lotta.

### Capitale del secondo impero birmano
Nel 1539, il re bamar Tabinshwehti del Regno di Toungoo sottomise i mon e spostò la propria capitale a Pegu, dove rimase per 60 anni. Fu in questo periodo che il suo successore, il re birmano Bayinnaung, sottomise gran parte del Sud-est asiatico e Pegu divenne la capitale di quello che fu definito il secondo impero birmano. In questi anni Pegu fu visitata anche dall'orafo veneziano Gasparo Balbi che lasciò una vivace descrizione della capitale e degli usi della corte. 
Alla morte di Bayinnaung il regno si disgregò e la capitale fu riportata ad Ava nel 1599.

### Capitale del breve regno restaurato mon di Hanthawaddy
La dinastia Toungoo riprese il controllo del Paese e Pegu, che per alcuni anni era stata assoggettata da altri regni birmani minori, tornò nuovamente sotto il dominio birmano agli inizi del XVII secolo. Fu nuovamente la capitale birmana dal 1617 al 1634. Il regno Toungoo ebbe fine a seguito di una rivolta dei mon di Pegu sostenuta dai francesi nel XVIII secolo. In tale occasione i mon istituirono il Regno Restaurato di Hanthawaddy che ebbe fine nel 1757, quando la città fu saccheggiata dal re birmano Alaungpaya, fondatore della dinastia Konbaung. Ebbe così fine l'ultimo periodo indipendente dei mon.

### Storia moderna
In seguito Pegu, ricostruita dal re Bodawpaya di Ava (regno dal 1782 al 1819), seguì le sorti della Birmania, che fu sconfitta dai britannici in tutte e tre le guerre anglo-birmane. La città fu annessa all'India britannica nel 1853, dopo la seconda guerra anglo-birmana. I mon di Pegu subirono grandi persecuzioni dai birmani dopo le dure sconfitte subite, molti furono sterminati ed altri furono costretti ad abbandonare la città o addirittura la regione. Sotto il controllo britannico, i mon furono maggiormente protetti e poterono sopravvivere. Oggi la maggioranza degli abitanti è comunque di etnia birmana, in netta prevalenza sui mon rimasti.

## Monumenti e luoghi di interesse
- Pagoda Shwemawdaw che con la sua altezza (114 metri) è l'edificio più visibile della città
- Hintha Gon sono le rovine di uno stupa antico
- La ricostruzione del palazzo Kanbawzathadi e il vicino museo che ospita ritrovamenti degli scavi effettuati nell'area.[4]
- Monastero del Serpente
- Pagoda Kyaik Pun
- Shwethalyaung Buddha un Buddha reclinato lungo circa 55 metri
- Mya Tha Lyaung un altro Buddha reclinato ma molto meno antico del precedente
- Monastero Kha Khat Wain Kyaung, uno dei più grandi monasteri del paese[5]
- Pagoda Mahazedi risalente al XVI secolo
- Maha Kalyani Sima] la sala delle ordinazioni costruita nel 1476
- Shwegugale Paya di forma ottagonale